# Teurnia

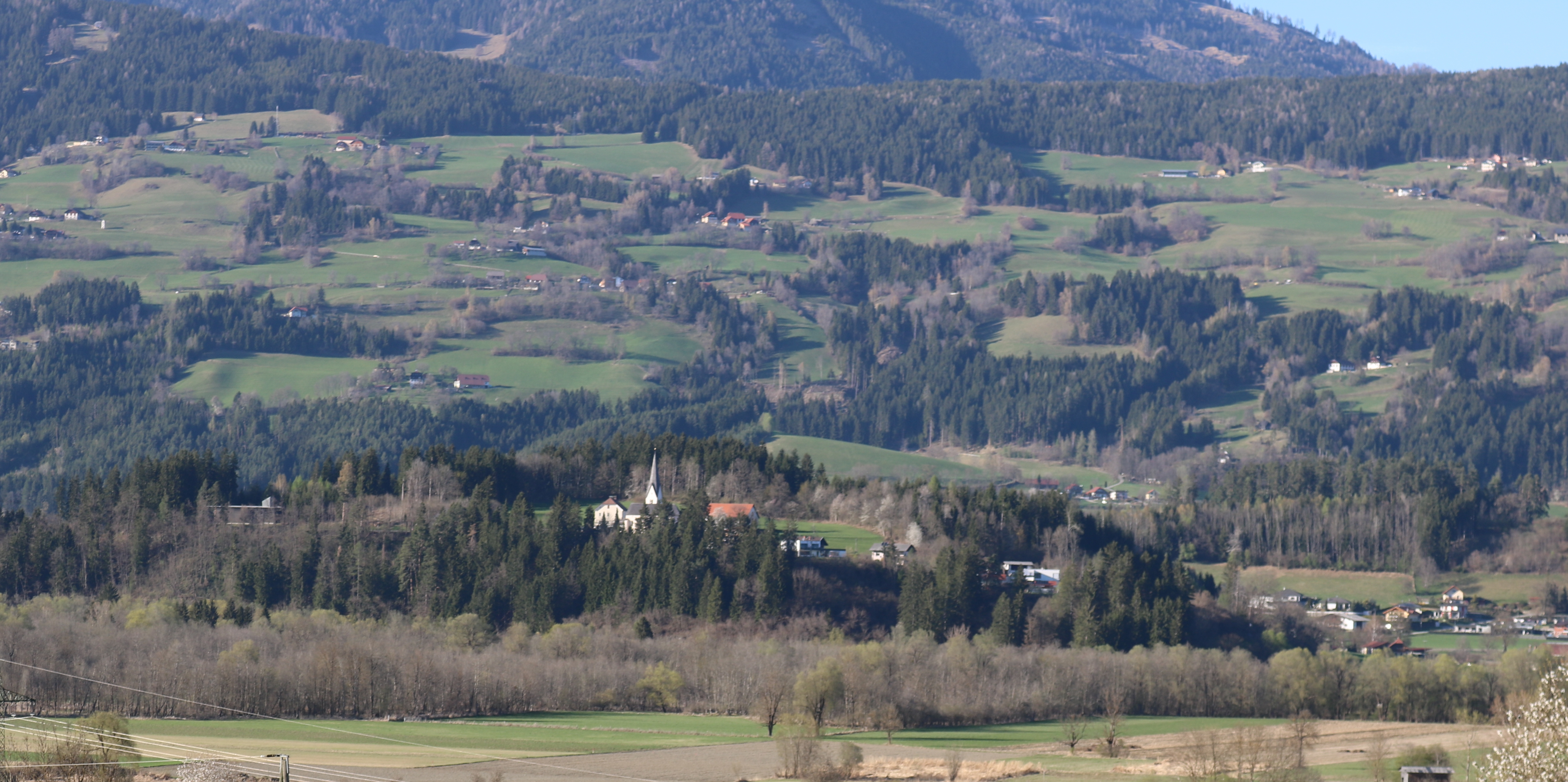
Teurnia, Ansicht des Holzer Berges von Süden

Teurnia ist der Name der kaiserzeitlichen römischen Stadt auf dem Gebiet des heutigen Ortes St. Peter in Holz westlich von Spittal an der Drau in Oberkärnten. In der römischen Kaiserzeit und in der Spätantike war Teurnia eine der bedeutendsten Städte der Provinz Noricum und nach Virunum ihre Hauptstadt. In der Spätantike war sie auch Sitz eines Bischofs und Hauptstadt der römischen Provinz Noricum mediterraneum (Binnennorikum). Mit der Bischofskirche, der Memorialkirche und der spätantiken Domus im Areal HA sind wesentliche Gebäude der antiken Stadt vor Ort präsentiert, während die Grabungen der Wohnterrassen und des Forums wieder zugeschüttet bzw. überbaut wurden. Funde aus dem Stadtgebiet werden im Römermuseum Teurnia gezeigt, das als Zweigstelle des "kärnten.museums" betrieben wird.

## Lage
Teurnia liegt inmitten einer eiszeitlich geprägten Flusslandschaft auf einer Eisrandterrasse direkt nördlich der Drau. Der 620 Meter hohe Berg erhebt sich ca. 70 Meter über den Siedlungsflächen im Tal und hat an seiner Südflanke einen Steilabfall. In der Kaiserzeit wurde das Plateau, die terrassierten Flächen an seiner südöstlichen Seite und umliegende Bereiche in der Ebene besiedelt. Die veränderte Sicherheitslage in der Spätantike brachte einen Rückzug auf die nun befestigte Hügelkuppe mit sich. Das Gebiet südlich von Teurnia war von einer die Drau begleitenden Aulandschaft geprägt, während das nordwestlich anschließende Areal ertragreiche Ackerböden aufweist. Wie Funde in diesem Gebiet zeigen, wurden diese auch in römischer Zeit schon landwirtschaftlich genutzt. Der Name Lurnfeld ist für diese Region seit dem Frühmittelalter urkundlich belegt.

## Geschichte

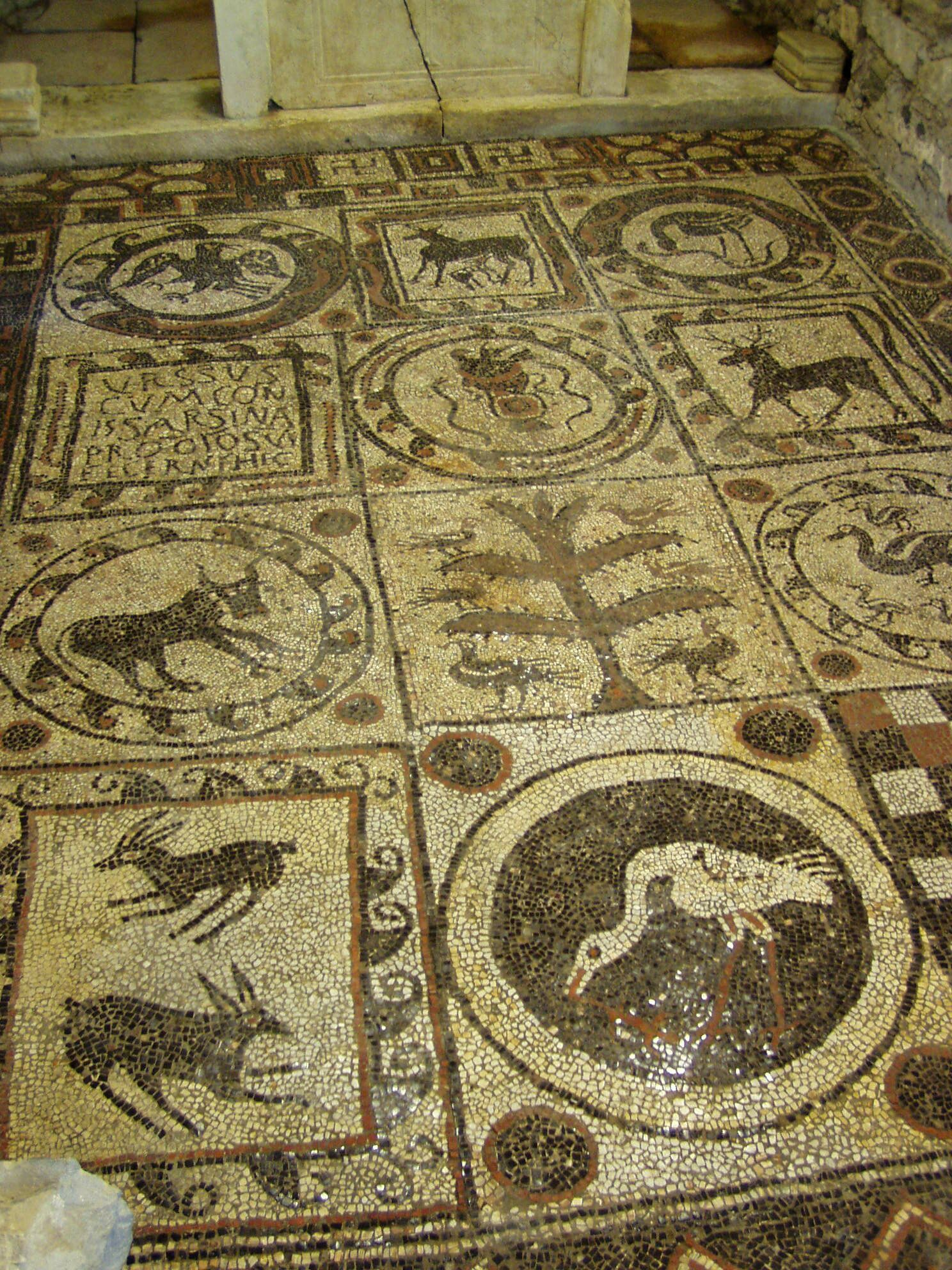
Das Stiftermosaik des Statthalters Ursus in der Memorialkirche

Einzelne Fundstücke der Hallstatt- und Latènezeit sprechen für eine frühe Besiedlung des Holzer Berges, von der sich auf Grund der intensiven Bebauung in römischer Zeit keine direkten Siedlungsspuren erhalten haben. Mit dem Anschluss des keltischen Königreichs Noricum an das römische Reich um 15 v. Chr. wurde die Siedlung romanisiert. Spuren einzelner Holzbauten im Areal HA und der Westnekropole können dieser Periode zugewiesen werden. Ca. 50 n. Chr. erfolgte unter Kaiser Claudius die Gründung des Municipiums Teurnia und ihr städtischer Ausbau mit einem Forum. Das umfangreiche Fundmaterial belegt ein wirtschaftlich florierendes städtisches Zentrum mit Werkstätten für Metallverarbeitung, wohl aber auch der Textilproduktion.
Die Verlagerung der norischen Hauptstadt von Virunum nach Teurnia wird häufig in Zusammenhang mit der Bedrohung Italiens durch die Westgoten gesehen. Dabei dürfte die verteidigungstechnisch günstigere Lage ebenso eine Rolle gespielt haben wie der Umstand, dass um das Ortszentrum eine Stadtmauer angelegt wurde. Da zu dieser Zeit die Wohnterrassen am Ostabhang schon aufgegeben waren, dürfte die Verkleinerung des Siedlungsareals für die Bevölkerung irrelevant gewesen sein.
In der Spätantike wird der Ort zum Bischofssitz und trägt den Namen Tiburnia. Die von Franz Glaser 1984 entdeckte Bischofskirche wurde um 400 n. Chr. errichtet. Namentlich bekannt sind die Bischöfe Paulinus und Leonidas. Im 6. oder beginnenden 7. Jh. n. Chr. findet die städtische Besiedlung ein Ende. Vermutlich steht dies im Zusammenhang mit einem allgemeinen wirtschaftlichen Niedergang und der Besiedlung der Region durch die Slawen. Einzelne frühmittelalterliche Funde machen es jedoch wahrscheinlich, dass der Ort auch mit dem urkundlich belegten königlichen Hof Lurn(a)/Liburn(i)a zu verbinden ist.
Tiburnia ist heute noch ein Titularerzbistum.

## Forschungsgeschichte
Die antike Stadt Teurnia oder Tiburnia/Liburnia war den Historikern seit dem 16. Jh. aus den antiken Schriftquellen bekannt. Sie diskutierten vor allem ihre Lokalisierung. Gleichzeitig wurden am Holzer Berg und im Lurnfeld antike Überreste gefunden, die man als Spolien in den Häusern der Umgebung und im Schloss Porcia in Spittal verbaute. Die Identifizierung des Holzer Berges als Ort der antiken Stadt gelang schließlich dem Jesuiten Markus Hansitz. Erste zielgerichtete Grabungen ließ Fürst Alphons Seraphin von Porcia 1845 durchführen. Michael Franz von Jabornegg-Altenfels zeichnete erste Pläne von Teurnia und führte eine erste systematische Aufnahme der Inschriften und Reliefs durch. Weitere Grabungen folgten 1876 und 1877 durch Fritz Pichler in Zusammenarbeit mit dem Pfarrer Gabriel Lex.
Der Bau einer Wasserleitung 1908 führte zur Entdeckung einer frühchristliche Kirche, die ab 1910 im Auftrag des ÖAI durch Rudolf Egger freigelegt wurde. Dieser unternahm in der folgenden Zeit weitere Grabungen im Bereich der sog. Forumsterrasse und auf der Hügelkuppe, wo er Teile spätantiker Häuser und der Stadtmauer untersuchte.
Umfangreichere Grabungen fanden ab 1971 durch das Landesmuseum Kärnten unter Leitung von Gernot Piccottini an den Wohnterrassen im Osten der Stadt statt. 1975 übernahm Franz Glaser die Grabungsleitung in Teurnia. Ihm sind die weiteren Grabungen im Bereich der Wohnterrassen, die Entdeckung der Bischofskirche 1984, die Freilegung der Gebäude im Areal HA, Nachuntersuchungen an der Memorialkirche und eine Anastylose ebenso zu verdanken, wie der moderne Ausbau des Museumsbereichs um die Memorialkirche und die Einrichtung des Römermuseums Teurnia. Die Grabungen der letzten Jahre fanden im Zuge von Baumaßnahmen statt. Neue Forschungsergebnisse konnten ebenso durch zahlreiche Prospektionsmaßnahmen gewonnen werden.

## Wasserversorgung
Die im südöstlichen Hügelareal austretende Quelle bildete eine Grundlage für die Besiedlung. Aus der römischen Zeit gibt es verschiedene weitere Hinweise auf die Versorgung mit Wasser. So fanden sich Schachtbrunnen im Areal HA und bei dem kaiserzeitlichen Haus unter der Memorialkirche. An der südöstlichen Seite des Bades wird eine Zisterne vermutet. Zwei weitere Zisternen wurden bei den neuen Grabungen am Forum frei gelegt. Darüber hinaus wurden an mehreren Stellen des Forums und in der östlichen Wohnbebauung Wasserkanäle dokumentiert. Reste einer Mauer über das Lendorfer Moos machen eine zusätzliche Wasserzuleitung ausgehend vom Lendorfer Bach wahrscheinlich.

## Römische Bauwerke
Eine Oberstadt erstreckt sich auf dem Gipfel des Holzer Berges. Die Hanglagen an der zur Drau hin liegenden Südseite mussten für die Bebauung in römischer Zeit zum Teil massiv terrassiert werden. Die lockere städtische Verbauung zeigt eine orthogonale Ausrichtung. Ein kaiserzeitliches Wohnviertel lag auf der östlichen Seite des Hügels. Prospektionsmaßnahmen konnten auf der westlichen Seite des Hügels eine Straßensiedlung sichtbar machen. Hier entstand in der Spätantike die Memorialkirche.

### Tempel des Grannus Apollon
Eine 1977 gefundene Bauinschrift gab Anlass zu der Vermutung, dass sich auf der Terrasse oberhalb der Forumsterrasse ein Heiligtum des Grannus-Apollon befand. Der keltische Gott Grannus wurde in den römischen Provinzen in Verbindung mit Apollon als Heilgott verehrt, sodass ein Bezug des Tempels zu der Quelle östlich der Pfarrkirche St. Peter naheliegend ist. Grabungen im Jahr 2014 ergaben jedoch nur geringe Mauerreste eines Gebäudes. Eine Interpretation als Heiligtum scheint möglich zu sein.

### Wohnterrassen
Die Wohnterrassen im Osten der antiken Stadt befinden sich auf dem sog. Ertlfeld am Fuße des Holzer Berges. Archäologische Grabungen fanden hier von 1971 bis 1978 zunächst unter Leitung von Gernot Piccottini, ab 1975 unter Leitung von Franz Glaser statt. Die Nutzung der Häuser reicht vom 1. Jh. bis ins 3. Jh. n. Chr., könnte aber auch bis ins 4. Jh. n. Chr. gereicht haben. Die Häuser schließen an eine 6 m breite Straße an, die auf ihrer östlichen Seite eine Terrassierungsmauer aufweist. Die Bebauung der unteren Wohnterrassen wurde nur zu einem Teil ausgegraben, ihre Fortsetzung nach Osten und Süden ist aber durch Luftbilder und geophysikalische Prospektionen belegt. In den mit Wandmalereien ausgestatteten Häusern konnten zwei Bauphasen unterschieden werden. In den verfallenden Ruinen wurden im 5. und 6. Jh. n. Chr. Gräber angelegt.

### Forum
Das Forum der römischen Stadt befindet sich auf einem durch Terrassierungsmaßnahmen hergestellten Plateau oberhalb der Wohnterrassen. Der etwa 65 m lange und 26–29 m breite Platz war mit Marmorplatten gepflastert und mit Ehrendenkmälern dekoriert. An den Langseiten wurde er von Portiken gerahmt. Ein apsidialer Raum an der Nordwestseite wird als Curia interpretiert. Der ursprüngliche Zugang erfolgte wohl über die Südseite. An der Nordseite wurde der Platz von der Hauptstraße gequert. Der etwas höher liegende nördliche Abschluss ist jedoch durch die moderne Bebauung überprägt.

### Bad
An der Südseite des Forums untersuchte Rudolf Egger 1912 ein römisches Bad im Reihentyp. Es besteht aus einem Caldarium, einem Tepidarium und einem Frigidarium. Die zur Drau hin ausgerichtete Südseite ist mit zwei Apsiden gestaltet. Der Zugang erfolgte über die östliche Seite. Die historische Grabungsdokumentation zeigt massive Substruktionen unter Teilen des Gebäudes und differenziert zwei Bauphasen. Die Wasserversorgung wurde vermutlich durch größere Behälter an der Nordseite des Caldariums und an der Rückwand des Frigidariums gewährleistet. Sowohl die Lage, als auch eine von Egger erwähnte Münze lassen vermuten, dass dieses Bad erst im 3. Jh. n. Chr. erbaut wurde.

### Wohnbebauung im sogenannten Areal HA

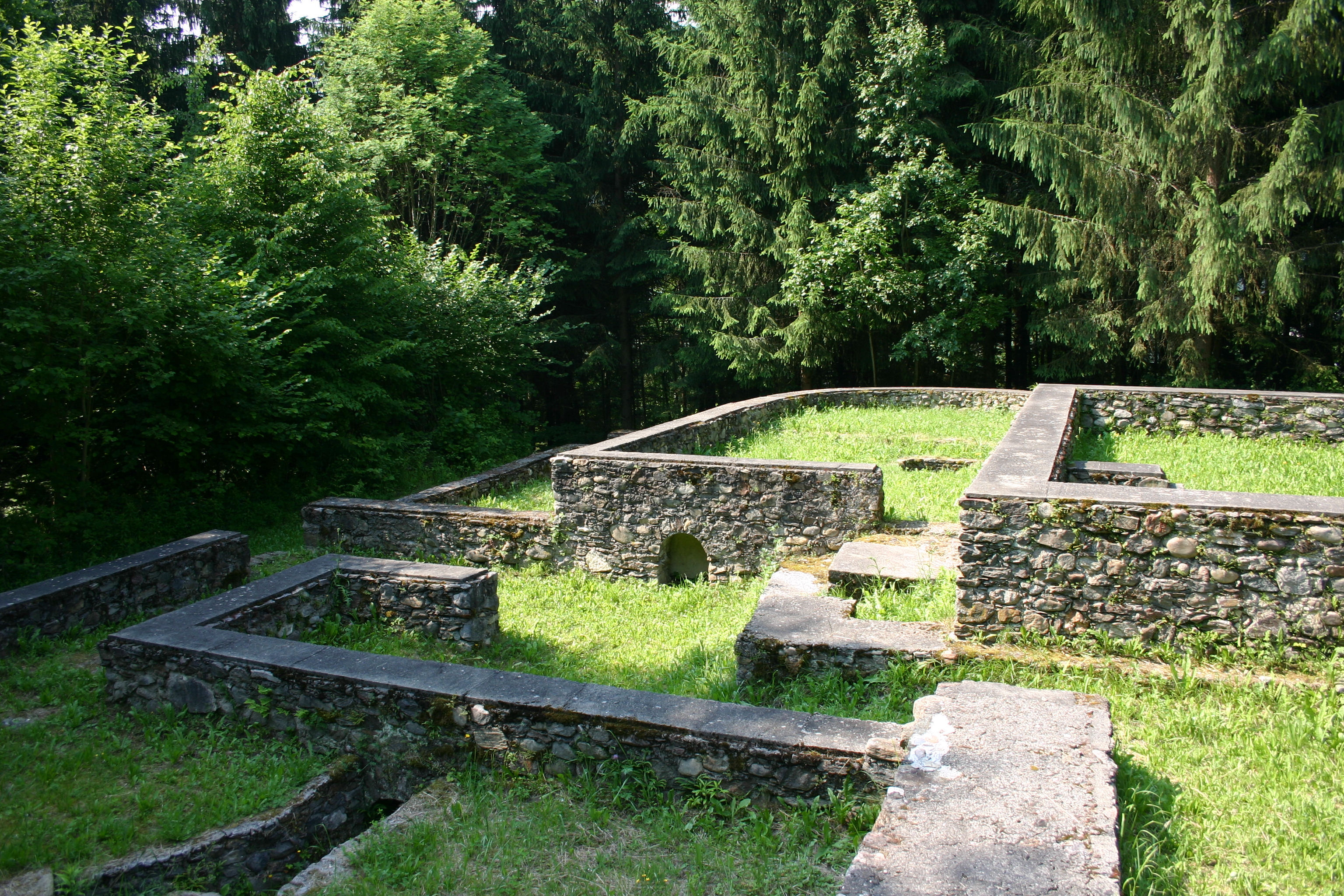
Spätantikes Gebäude im sogenannten Areal HA

Nordöstlich des Museums befinden sich die konservierten Reste eines spätantiken Stadthauses. Das Areal wurde 1914 von Rudolf Egger zum Teil freigelegt und von 1979 bis 1984 von Franz Glaser ausgegraben. Einzelne umgelagerte Fundstücke lassen eine torrömische Besiedlung vermuten. In der frühen Kaiserzeit entstanden Holzgebäuden, die wahrscheinlich mit der römischen Stadtgründung durch einfache Steinsockelgebäude ersetzt wurden. Nach einem Brandereignis an der Wende vom 2. zum 3. Jahrhundert n. Chr. Magdas Areal brach und wurde erst in der Mitte des 4. Jahrhunderts wieder mit Wohngebäuden versehen. Das fast quadratische Gebäude HA 2 bestand offensichtlich nur aus einem Raum, hatte jedoch ein Obergeschoss. Im ausgehenden 5. Jh. n. Chr. wurden an das Kerngebäude weitere Räume angeschlossen. Die Ergänzung eines Raumes durch eine Apsis, den Einbau eines Hypokaustums und Reste von Marmorsäulchen offenbaren den repräsentativen Anspruch der Bewohner. Das keramische Fundmaterial zeigt eine Nutzung des Gebäudes bis ins 7. Jh. n. Chr.

### Stadtmauer

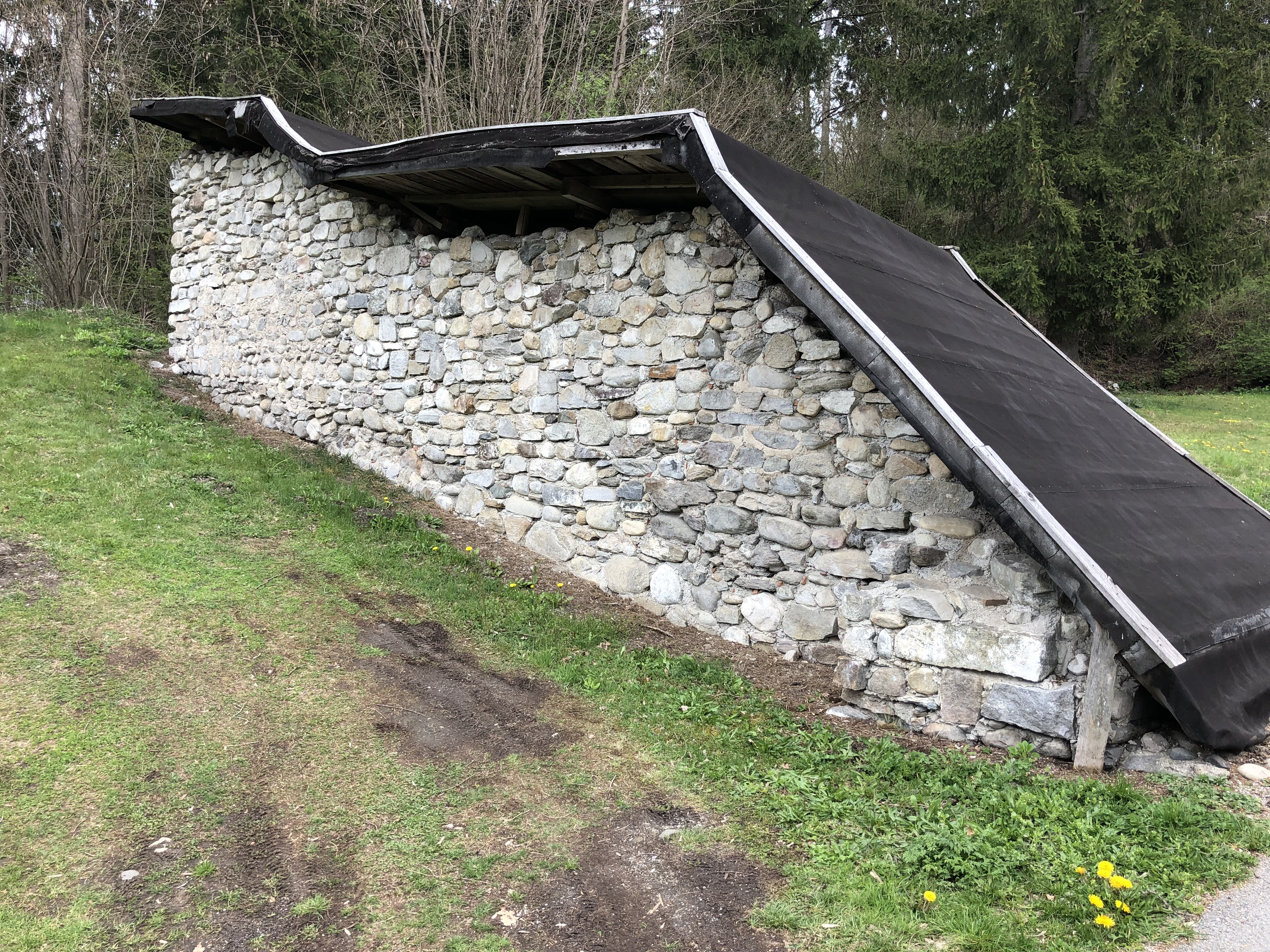
Westtor der Stadtmauer

Die Stadtmauer umfasste die Hügelkuppe des Holzer Berges. Sie ist heute nur noch im nordwestlichen und nördlichen Abschnitt erhalten, während sie vor allem im südlichen Bereich an der Steilkante zur Drau hin Hangrutschungen zum Opfer gefallen ist. Die aus Gussmauerwerk bestehende Mauer ist an der Innenseite an den Hang gesetzt und an der Außenseite mit einer Blendmauer aus Flussgeröllsteinen versehen. Sie ist stellenweise noch in einer Höhe von 2 bis 2,5 m erhalten. Da sie einige Bruchstücke von Grabdenkmälern aus Marmor und Fragmente spätantiker Keramik enthielt, geht man derzeit davon aus, dass sie nicht Teil des ursprünglichen Stadtplanes war, sondern erst um 400 n. Chr. errichtet wurde.

### Bischofskirche

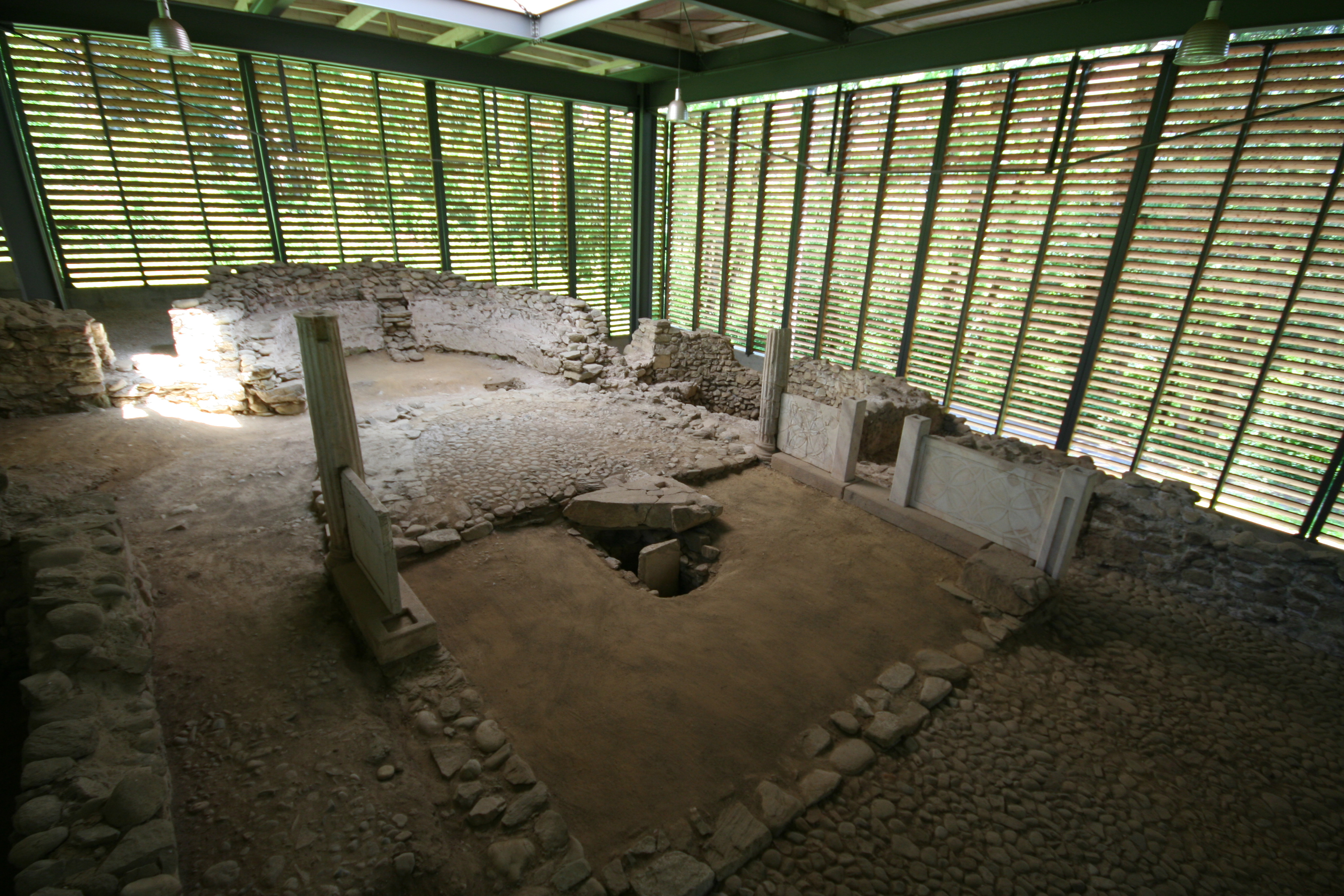
Die Bischofskirche von Teurnia

Die erste einschiffige Kirche mit Apsis entstand um 400 n. Chr. Sie hatte eine freistehende Klerusbank mit daran anschließender Schrankenanlage aus Platten und Stehern mit Säulchen. Ein Reliquienbehälter war mit einer Marmorplatte abgeschlossen. Nach einem Brand wurde die Kirche wohl im 6. Jh. n. Chr. erneuert und mit einem Trikonchos versehen, an den Langseiten kamen offene Hallen hinzu. Reste der Wandmalereien zeigen Frauen in byzantinischer Hoftracht.
Analog zur Situation am Hemmaberg könnte die Bischofskirche als Versammlungsort der katholischen Gemeinde gedient haben, während in der Memorialkirche die Arianer ihre Gottesdienste abhielten. Nordöstlich der Bischofskirche wurde ein Hospitium ergraben. Über den Ruinen der Bischofskirche wurde ein Schutzbau nach einem Entwurf von Reinhold Wetschko errichtet.

### Memorialkirche und Westnekropole
Nachdem der Pfarrer von St. Peter 1908 beim Bau einer Wasserleitung zufällig entdeckte Mauern dem Geschichtsverein zu Kenntnis brachte, veranlasste das Österreichische Archäologische Institut gezielte Grabungen. Diese führte 1910 und 1911 Rudolf Egger aus, zahlreiche Nachgrabungen in den 1990er Jahren konnten weitere Detailfragen klären. Die rechteckige Saalkirche ist ähnlich wie die Bischofskirche mit einer freistehenden Klerusbank ausgestattet. Durch die beiden an das Langhaus anschließenden Querannexe bildet der Grundriss die Form eines lateinischen Kreuzes. Nach Osten schließt auf beiden Seiten eine Kapelle an die Querannexe an. Im Westen ist dem Kirchensaal ein Narthex vorgelagert, über dessen seitliche Eingänge man eintreten konnte. Bekanntheit erlangte die Memorialkirche durch das in der südlichen Seitenkapelle befindliche Stiftermosaik des Statthalters Ursus. In der Umgebung der Kirche konnten 65 Gräber freigelegt werden.

## Römermuseum Teurnia
Die feierliche Eröffnung des ersten Römermuseums erfolgte am 24. August 1924. Es befand sich über dem Narthex der Memorialkirche. Ein weiteres Gebäude schützte das Mosaik in der südlichen Seitenkapelle. Ein bereits während des Zweiten Weltkriegs geplanter Museumsneubau neben der Kirche wurde in veränderter Form erst 1960 realisiert. Ab 2000 wurde im ehemaligen Pfarrstadl ein neues Museum eingerichtet, das in den folgenden Jahren nach und nach ausgebaut werden konnte. Die 2013 erstmals mit dem Museumsgütesiegel ausgezeichnete Zweigstelle des "kärnten.museums" zeigt zahlreiche Funde aus dem Stadtgebiet von Teurnia und unterschiedlichsten Themenbereichen. Der 1971 gegründete Verein "Freunde von Teurnia" und das 1988 gegründete "Kuratorium pro Teurnia" unterstützen die archäologische und museale Arbeit auf vielfältige Weise.
Im Tal ist die Memorialkirche als Freilichtmuseum mit einem Museumstrakt über dem Stiftermosaik zu besichtigen. Am Weg zum Museum auf dem Hügel befindet sich unter einem Schutzbau die Bischofskirche. Auf dem gesamten Gelände wurden 2018 neue Tafeln mit Erklärungen zur Geschichte der Stadt und zu den Grabungen angebracht.
Der Rundgang umfasst die folgenden Stationen:
- 1. Schautafeln an der Zuwegung
- 2. Forum und Tempelbauinschriften
- 3. Kirche St. Peter (frühmittelalterliche Gründung, später gotisch überbaut und mit Fresken aus dem 14. und 15. Jahrhundert)
- 4. Römermuseum
- 5. Stadtvilla (Ursprung aus dem 1. Jahrhundert n. Chr., um 400 n. Chr. überbaut)
- 6. Bischofskirche (Mauern bis zwei Meter im Schutzbau)
- 7. Westtor der Stadtmauer (um 400 n. Chr. zum Schutz in der Völkerwanderungszeit)
- 8. Reste einer frühchristlichen Friedhofskirche